# 로봇 소프트웨어
로봇 소프트웨어(robot software)는 로봇으로 알려진 기계 장치와 전자 시스템에 수행할 작업을 알려주는 코드화된 명령 또는 지침들의 모임이다. 로봇 소프트웨어는 자율적인 작업을 수행하는 데 사용된다. 로봇 프로그래밍을 더 쉽게 만들기 위해 많은 소프트웨어 시스템과 프레임워크가 제안되었다.
일부 로봇 소프트웨어는 지능형 기계 장치 개발을 목표로 한다. 일반적인 작업에는 피드백 루프, 제어, 경로 찾기, 데이터 필터링, 데이터 찾기 및 공유가 포함된다.

## 개요
특정 유형의 소프트웨어이기는 하지만 여전히 매우 다양하다. 각 제조업체에는 자체 로봇 소프트웨어가 있다. 대부분의 소프트웨어는 데이터를 조작하고 결과를 화면에서 확인하는 데 사용되는 반면, 로봇 소프트웨어는 현실 세계의 개체나 도구를 조작하는 데 사용된다.

## 같이 보기
- 산업용 로봇
- 지능형 로봇
- 사이버네틱스
- 인공지능
- 텔레로보틱스/원격현장감
- 로보틱 처리 자동화